# 蒙图瓦 (阿登省)
蒙图瓦（法語：Monthois，法語發音：[mɔ̃twa]）是法国大東部大區阿登省的一个市镇，属于武济耶区。

## 地理
蒙图瓦（49°18'43"N, 4°42'31"E）面积11.98 平方千米，位于法国大東部大區阿登省，该省份为法国北部内陆省份，西接埃纳省，南至马恩省，东临默兹省，北与比利时接壤。
与蒙图瓦接壤的市镇（或旧市镇、城区）包括：沙勒朗日、利里、马尔沃-维约、圣莫雷尔。

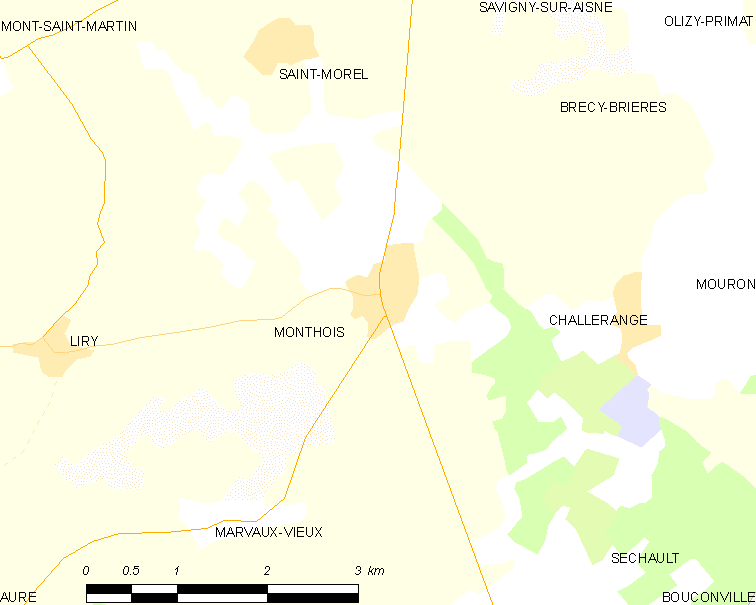
的OSM定位图

蒙图瓦的时区为UTC+01:00、UTC+02:00（夏令时）。

## 行政
蒙图瓦的邮政编码为08400，INSEE市镇编码为08303。

## 政治
蒙图瓦所属的省级选区为阿蒂尼县。

## 人口

1962-2008年间人口变化图示

蒙图瓦于2022年1月1日时的人口数量为396人。